# Takahide Kishi
Takahide Kishi (japanisch 紀氏 隆秀 Kishi Takahide; * 28. April 1987 in der Präfektur Hyōgo) ist ein ehemaliger japanischer Fußballspieler.

## Karriere
Kishi erlernte das Fußballspielen in der Jugendmannschaft von Vissel Kobe. Seinen ersten Vertrag unterschrieb er 2006 bei Vissel Kobe. Der Verein spielte in der zweithöchsten Liga des Landes, der J2 League. Am Ende der Saison 2006 stieg der Verein in die J2 League auf. Für den Verein absolvierte er fünf Erstligaspiele. 2012 wurde er an den Zweitligisten Gainare Tottori ausgeliehen. 2013 kehrte er zum Zweitligisten Vissel Kobe zurück. 2014 wechselte er zu FC Osaka. Ende 2015 beendete er seine Karriere als Fußballspieler.